# Héctor Miguel Herrera
Hector Miguel Herrera, född den 19 april 1990 i Tijuana, Mexiko, är en mexikansk fotbollsspelare (mittfältare) som spelar för Houston Dynamo.

## Klubbkarriär
Den 3 juli 2019 värvades Herrera av Atlético Madrid, där han skrev på ett treårskontrakt.
Den 2 mars 2022 meddelade amerikanska Major League Soccer-klubben Houston Dynamo att de värvat Herrera på ett kontrakt till och med säsongen 2024 med option på ytterligare ett år. Kontraket började gälla sommaren 2022.

## Landslagskarriär
Héctor Miguel Herrera var med och tog OS-guld i herrfotbollsturneringen vid de olympiska fotbollsturneringarna 2012 i London.